# 昭利聖君
昭利聖君，又稱招利聖君，南宋紹興十七年農曆五月初六出生於河北，本姓張，字昭利，諱老蒜。
昭利聖君忠君愛國，深懂兵法，曾經在岳飛將軍下做事，為岳家軍一員。在岳家軍潰敗後，便到粵東潮州揭陽石埔溪鄉，隱居侍奉母親，由於祂也通曉陰陽之學，在潮州當地傳授。碰到旱災飢荒時，聖君必定大力救濟，又安葬無人認領的屍骨，被百姓稱為善長，得到潮州百姓的敬重。在南宋快亡國之時，聖君便投江自盡，希望可以犧牲自己來化解百姓眾生之業力。
潮州民間傳說聖君死後，得到東嶽大帝的賞識，在正月十九日封他為城隍爺的「攝引使者勾魂管帶」（即黑白無常）。所以聖君神像的扇子上寫著「善惡分明」四字。聖君神像的造型，頭戴道帽，左手持煙斗，右手露出臂膀，拿著一把寫有「善惡分明」四個大字的葵扇。
昭利聖君是廣東潮汕地區民間信仰的神明，一般信眾都稱他為張老伯。在香港，以昭利聖君做為主神奉祀的廟宇只有秀茂坪曉光街巴士總站旁的昭利聖君廟，參拜昭利聖君的善信一般都會準備乾煙絲作為祭品。